# Chrysobothris pubilineata
Chrysobothris pubilineata es una especie de escarabajo del género Chrysobothris, familia Buprestidae. Fue descrita científicamente por Vogt en 1949.
Mide 7 mm.
Se encuentra en Nuevo México y Texas.